# Cilento och Vallo di Diano nationalpark
Cilento och Vallo di Diano nationalpark (italienska: Parco Nazionale del Cilento e Vallo di Diano) är en av Italiens nationalparker instiftad 1991. Den ligger i provinsen Salerno (provins) (Kampanien) och omfattar stora delar av regionerna Cilento och Vallo di Diano.

## Historia
Nationalparken instiftades officiellt den 6 december 1991 för att skydda Cilento från fastighetsspekulation och massturism. 1998 fick den världsarvsstatus tillsammans med de forntida städerna Paestum, Velia och Padula Charterhouse.

## Geografi
Parkens markområde, ett av de största i Italien, omfattar inte alla kommunerna i Cilento och Vallo di Diano. Den omfattar större delen av Cilentos kust och dess centrala skogsområde är Pruno. Administrativa kontoret ligger i Vallo della Lucania på Piazza Santa Caterina 8.
Kommunernas delar i parken är: Agropoli, Aquara, Ascea, Auletta, Bellosguardo, Buonabitacolo, Camerota, Campora, Cannalonga, Capaccio Paestum, Casalbuono, Casal Velino, Casaletto Spartano, Caselle in Pittari, Castel San Lorenzo, Castelcivita, Castellabate, Castelnuovo Cilento, Celle di Bulgheria, Centola, Ceraso, Cicerale, Controne, Corleto Monforte, Cuccaro Vetere, Felitto, Futani, Gioi, Giungano, Laureana Cilento, Laurino, Laurito, Lustra, Magliano Vetere, Moio della Civitella, Montano Antilia, Montecorice, Monteforte Cilento, Monte San Giacomo, Montesano sulla Marcellana, Morigerati, Novi Velia, Ogliastro Cilento, Omignano, Orria, Ottati, Perdifumo, Perito, Petina, Piaggine, Pisciotta, Polla, Pollica, Postiglione, Prignano Cilento, Roccadaspide, Roccagloriosa, Rofrano, Roscigno, Sacco, Salento, San Giovanni a Piro, San Mauro Cilento, San Mauro la Bruca, San Pietro al Tanagro, San Rufo, Santa Marina, Sant'Angelo a Fasanella, Sant'Arsenio, Sanza, Sassano, Serramezzana, Sessa Cilento, Sicignano degli Alburni, Stella Cilento, Stio, Teggiano, Torre Orsaia, Torchiara, Tortorella, Trentinara, Valle dell'Angelo och Vallo della Lucania.

## Bildgalleri

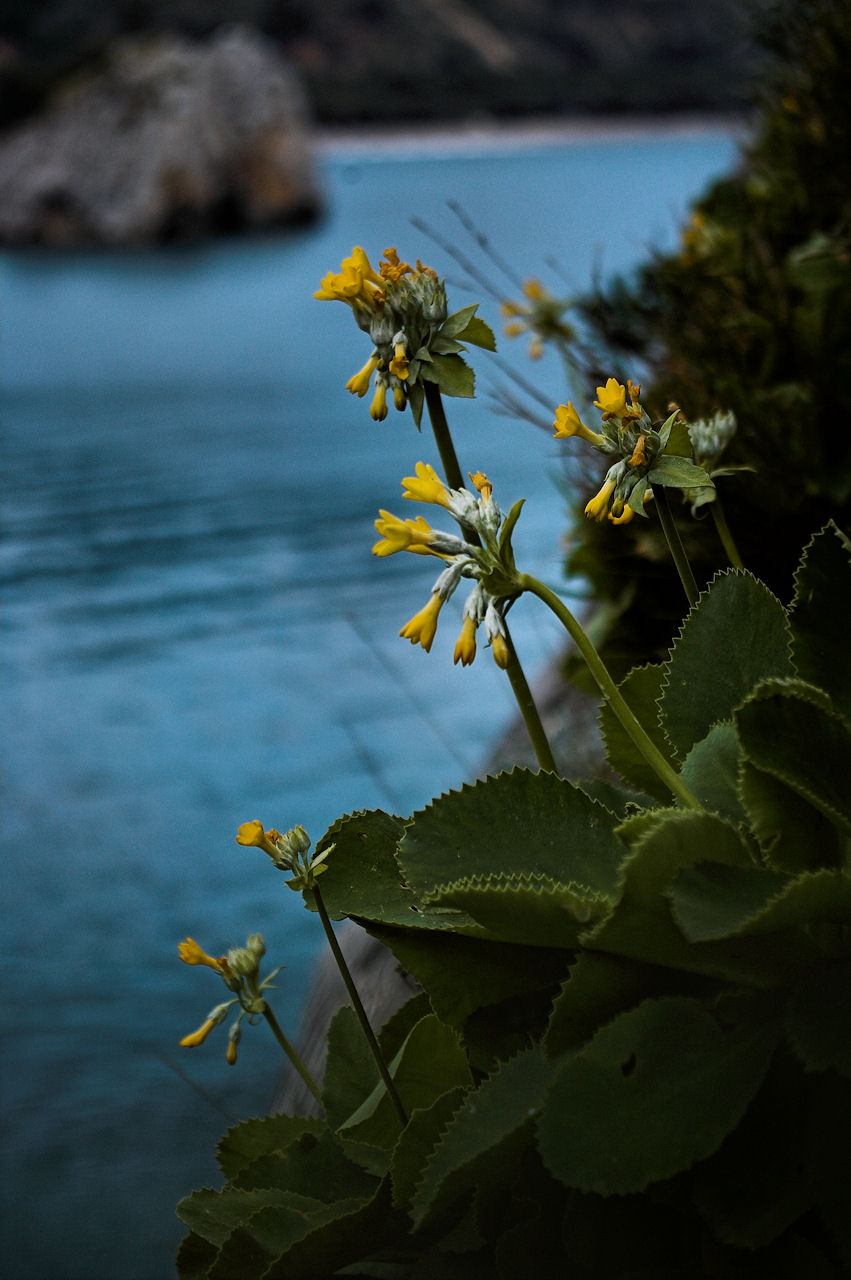
Primula palinuri, nationalparkens symbol
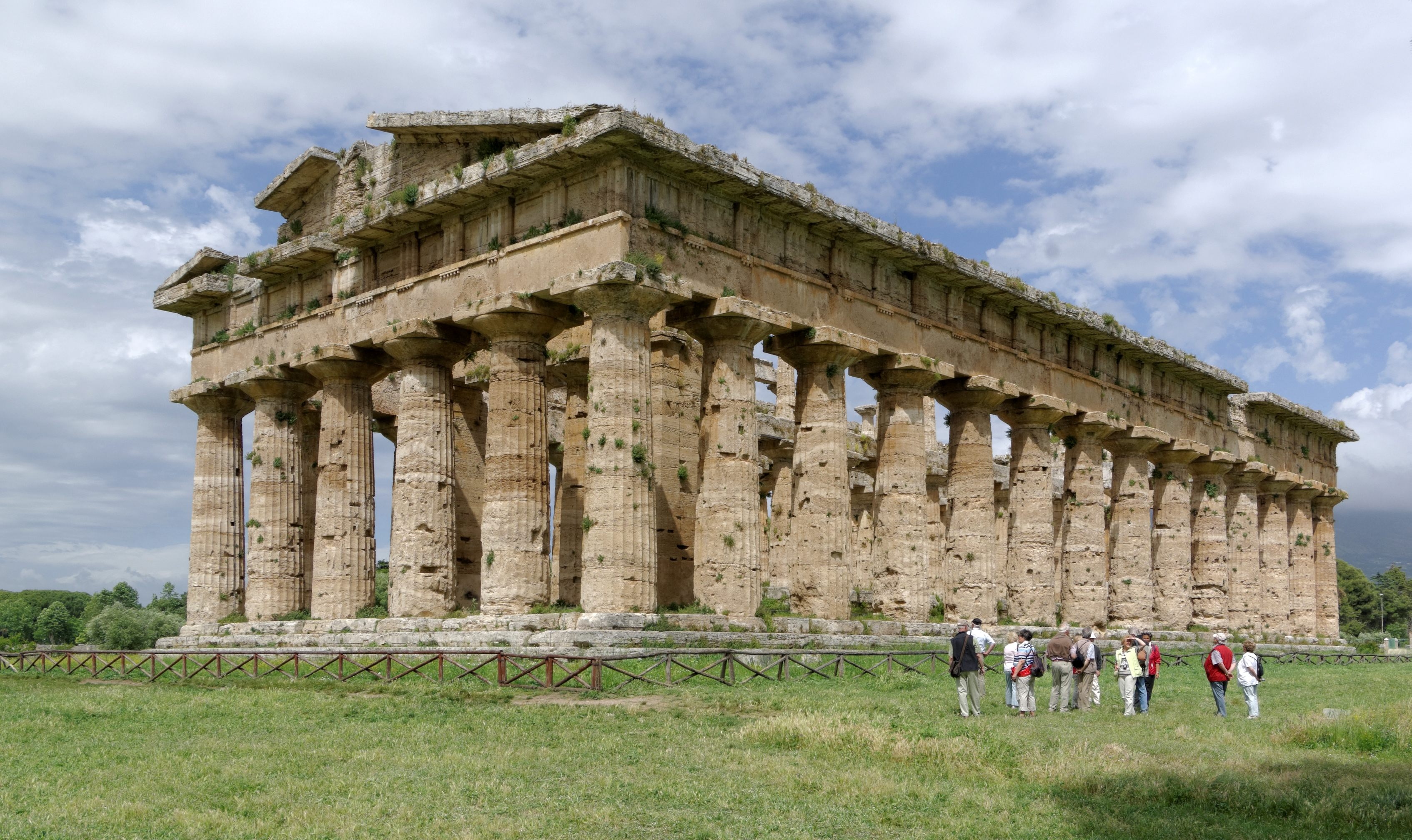
Poseidons tempel i Paestum

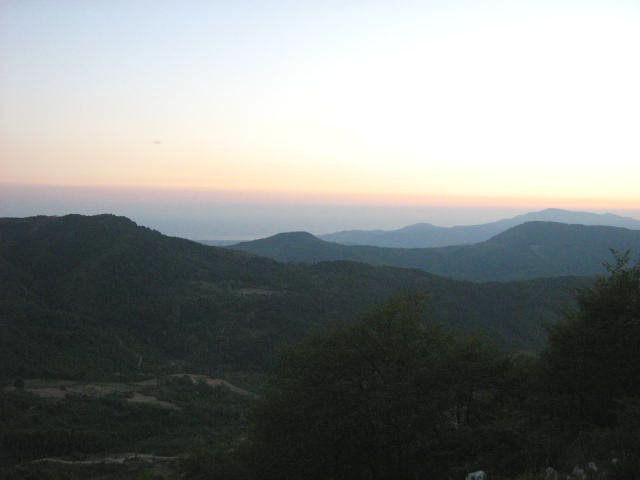
Solnedgång i Prunos bergsområde. I bakgrunden syns kusten nära Velia
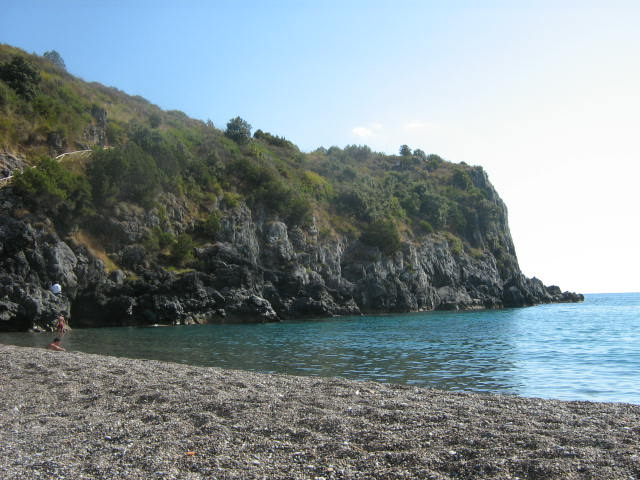
Lentiscellas strand i Marina di Camerota